# PSEN1
PSEN1 (англ. Presenilin 1) – білок, який кодується однойменним геном, розташованим у людей на короткому плечі 14-ї хромосоми. Довжина поліпептидного ланцюга білка становить 467 амінокислот, а молекулярна маса — 52 668.
| 10         |  | 20         |  | 30         |  | 40         |  | 50         |
| ---------- |  | ---------- |  | ---------- |  | ---------- |  | ---------- |
| MTELPAPLSY |  | FQNAQMSEDN |  | HLSNTVRSQN |  | DNRERQEHND |  | RRSLGHPEPL |
| SNGRPQGNSR |  | QVVEQDEEED |  | EELTLKYGAK |  | HVIMLFVPVT |  | LCMVVVVATI |
| KSVSFYTRKD |  | GQLIYTPFTE |  | DTETVGQRAL |  | HSILNAAIMI |  | SVIVVMTILL |
| VVLYKYRCYK |  | VIHAWLIISS |  | LLLLFFFSFI |  | YLGEVFKTYN |  | VAVDYITVAL |
| LIWNFGVVGM |  | ISIHWKGPLR |  | LQQAYLIMIS |  | ALMALVFIKY |  | LPEWTAWLIL |
| AVISVYDLVA |  | VLCPKGPLRM |  | LVETAQERNE |  | TLFPALIYSS |  | TMVWLVNMAE |
| GDPEAQRRVS |  | KNSKYNAEST |  | ERESQDTVAE |  | NDDGGFSEEW |  | EAQRDSHLGP |
| HRSTPESRAA |  | VQELSSSILA |  | GEDPEERGVK |  | LGLGDFIFYS |  | VLVGKASATA |
| SGDWNTTIAC |  | FVAILIGLCL |  | TLLLLAIFKK |  | ALPALPISIT |  | FGLVFYFATD |
| YLVQPFMDQL |  | AFHQFYI    |  |            |  |            |  |            |

A: Аланін

C: Цистеїн

D: Аспарагінова кислота

E: Глутамінова кислота

F: Фенілаланін

G: Гліцин

H: Гістидин

I: Ізолейцин

K: Лізин

L: Лейцин

M: Метіонін

N: Аспарагін

P: Пролін

Q: Глутамін

R: Аргінін

S: Серин

T: Треонін

V: Валін

W: Триптофан

Кодований геном білок за функціями належить до гідролаз, протеаз, фосфопротеїнів. 
Задіяний у таких біологічних процесах, як апоптоз, клітинна адгезія, альтернативний сплайсинг. 
Локалізований у клітинній мембрані та мембрані ендоплазматичного ретикулума і апараті Ґольджі.

Культура нейронів переднього мозку після 40 днів диференціації індукованих людських плюрипотентних стовбурових клітин (iPSCs). iPSCs від пацієнтки з сімейною формою хвороби Альцгеймера, мутація у гені PSEN1. TUJ-1-позитивні клітини експресують маркер (β3-tubulin) зрілих нейронів (червоний колір). GABA-позитивні клітини (зелений колір) експресують маркер GABA- ергічних нейронів - рецептор гамма-аміномасляної кислоти (ГАМК) A, альфа 1. Ядра клітин пофарбовані DAPI (синій колір).

## Патологія
Мутації у гені PSEN1 асоційовані з сімейними формами хвороби Альцгеймара, що успадковуються аутосомно домінантно .